# حوزه انتخابیه اول اورگن

اورگن

حوزه انتخابیه اول اورگن یک حوزه انتخابیه مجلس نمایندگان آمریکا است که در ایالت اورگن قرار دارد.